# Necromentia
Pour les articles homonymes, voir Necromantia.
Pour plus de détails, voir Fiche technique et Distribution.
Necromentia est un film d'horreur américain, réalisé par Pearry Reginald Teo, sorti en 2009,. Le scénario concerne trois hommes dont la vie est bouleversée par l'existence d'une ouija, qui ouvre les portes d'autres dimensions. Hagen garde le cadavre de sa maitresse dans sa maison, espérant qu'un jour elle reviendra d'entre les morts comme promis. Lorsqu'il rencontre un homme nommé Travis, il apprend qu'il pourrait peut-être s'aventurer en enfer et la ramener lui-même d'entre les morts.